# Europese kampioenschappen roeien 2024
De Europese kampioenschappen roeien 2024 werden van donderdag 25 april tot en met zondag 28 april gehouden op het Nationale Kano- en Roeicentrum in Szeged, Hongarije. Er werden medailles verdeeld op 22 onderdelen, negen bij de mannen, acht bij de vrouwen en vijf voor paralympische sporters. 
Nederland was vertegenwoordigd met negen boten, voornamelijk uit het talententeam. De meeste ploegen die reeds voor de Olympische Spelen van Parijs waren geplaatst namen niet aan deze EK deel.
Slechts enkele Nederlandse boten behaalden de A-finale, waaronder de dames vierzonder met Maartje Damen, Nika Vos, Ilse Kolkman en Willemijn Mulder, die achter Groot-Brittannië en Roemenië de bronzen medaille wisten te veroveren.

## Medaillewinnaars

### Mannen
| Bootklasse              | Goud | Goud    | Zilver | Zilver  | Brons | Brons                                             |
| Skiff M1x               | Duitsland Oliver Zeidler | 7.38,47 | Griekenland Stefanos Ntouskos | 7.41,36 | Litouwen Giedrius Bieliauskas | 7.43,35                                           |
| Twee zonder M2-         | Verenigd Koninkrijk Oliver Wynne-Griffith Thomas George                                                                                             | 7.01,54 | Roemenië Florin Arteni Florin Lehaci | 7.03,88 | Zwitserland Roman Röösli Andrin Gulich | 7.06,50                                           |
| Dubbel twee M2x         | Roemenië Andrei Cornea Marian Enache | 6.44,55 | Spanje Aleix García Rodrigo Conde | 6.51,07 | Duitsland Jonas Gelsen Marc Weber | 6.51,49                                           |
| Vier zonder M4-         | Verenigd Koninkrijk Oliver Wilkes David Ambler Matthew Aldridge Freddie Davidson                                                                    | 6.17,63 | Italië Matteo Lodo Giovanni Abagnale Giuseppe Vicino Nicholas Kohl                                                                                        | 6.20,27 | Frankrijk Thibaud Turlan Guillaume Turlan Benoît Brunet Teo Rayet                                                                                     | 6.22,86                                           |
| Dubbel vier M4x         | Italië Nicolò Carucci Andrea Panizza Luca Chiumento Giacomo Gentili                                                                                 | 6.03,93 | Zwitserland Dominic Condrau Jan Jonah Plock Scott Bärlocher Maurin Lange                                                                                  | 6.04,66 | Polen Dominik Czaja Mateusz Biskup Mirosław Ziętarski Fabian Barański                                                                                 | 6.05,33                                           |
| Acht M8+                | Verenigd Koninkrijk Sholto Carnegie Rory Gibbs Morgan Bolding Jacob Dawson Charles Elwes Thomas Digby James Rudkin Thomas Ford Harry Brightmore (s) | 5.52,90 | Duitsland Benedict Eggeling Laurits Follert Olaf Roggensack Mattes Schönherr Max John Torben Johannesen Wolf-Niclas Schröder Hannes Ocik Jonas Wiesen (s) | 5.55,23 | Roemenië Mihăiță Țigănescu Ciprian Tudosă Constantin Adam Mugurel Semciuc Florin Arteni Sergiu Bejan Ștefan Berariu Florin Lehaci Adrian Munteanu (s) | 5.56,11                                           |
| Lichte skiff LM1x       | Italië Niels Torre | 7.41,72 | België Marlon Colpaert | 7.54,83 | Frankrijk Baptiste Savaete | 7.55,10                                           |
| Lichte twee zonder LM2- | Oostenrijk Konrad Hultsch Paul Ruttmann | 7.11,59 | Hongarije Bence Szabo Kalman Furko | 7.20,75 | Niet uitgereikt (er deden slechts drie boten mee) | Niet uitgereikt (er deden slechts drie boten mee) |
| Lichte dubbel twee LM2x | Zwitserland Jan Schaeuble Raphael Ahumada Ireland                                                                                                   | 6.47,56 | Italië Stefano Oppo Gabriel Soares | 6.49,83 | Noorwegen Lars Benske Ask Tjøm | 6.50,06                                           |

### Vrouwen
| Bootklasse              | Goud | Goud    | Zilver | Zilver  | Brons | Brons   |
| Skiff W1x               | Servië Jovana Arsić | 8.23.42 | Duitsland Alexandra Föster | 8.28,16 | Tsjechië Alice Prokešová | 8.34,97 |
| Twee zonder W2-         | Roemenië Ioana Vrînceanu Roxana Anghel | 7.52,05 | Griekenland Evangelia Anastasiadou Christina Bourmpou                                                                                                 | 8.00,87 | Kroatië Ivana Jurković Josipa Jurković | 8.03,13 |
| Dubbel twee W2x         | Noorwegen Thea Helseth Inger Seim Kavlie | 7.39,42 | Litouwen Donata Karalienė Dovile Rimkutė | 7.41,50 | Roemenië Ancuța Bodnar Simona Radiș | 7.43,66 |
| Vier zonder W4-         | Verenigd Koninkrijk Helen Glover Esme Booth Samantha Redgrave Rebecca Shorten                                                                                    | 6.53,95 | Roemenië Mădălina Bereș Maria Tivodariu Magdalena Rusu Amalia Bereș                                                                                   | 6.55,47 | Nederland Maartje Damen Nika Vos Ilse Kolkman Willemijn Mulder                                                                                       | 6.58,23 |
| Dubbel vier W4x         | Verenigd Koninkrijk Lauren Henry Hannah Scott Lola Anderson Georgina Brayshaw                                                                                    | 6.41,19 | Oekraïne Nataliya Dovgodko Kateryna Dudchenko Daryna Verkhogliad Anastasiia Kozhenkova                                                                | 6.43,02 | Duitsland Maren Völz Lisa Gutfleisch Leonie Menzel Pia Greiten                                                                                       | 6.46,63 |
| Acht W8+                | Roemenië Maria-Magdalena Rusu Roxana Anghel Adriana Adam Maria Tivodariu Mădălina Bereș Amalia Bereș Ioana Vrînceanu Simona Radiș Victoria-Stefania Petreanu (s) | 6.32,00 | Verenigd Koninkrijk Heidi Long Rowan McKellar Holly Dunford Eve Stewart Lauren Irwin Emily Ford Harriet Taylor Annie Campbell-Orde Henry Fieldman (s) | 6.35,16 | Italië Giorgia Pelacchi Linda De Filippis Alice Gnatta Aisha Rocek Alice Codato Silvia Terrazzi Elisa Mondelli Veronica Bumbaca Emanuele Capponi (s) | 6.37,41 |
| Lichte skiff LW1x       | Individuele Neutrale Atleten Alena Furman | 8.32,17 | Ierland Margaret Cremen | 8.42,96 | Tsjechië Kristyna Neuhortová | 8.49,89 |
| Lichte dubbel twee LW2x | Roemenië Gianina van Groningen Ionela Cozmiuc | 6.52,32 | Griekenland Dímitra Eleni Kontú Zoí Fitsiu | 6.54,78 | Italië Valentina Rodini Silvia Crosio | 6.55,30 |

### Para-roeien
| Bootklasse                         | Goud                                                                                                 | Goud     | Zilver                                                                                     | Zilver   | Brons                                                                                           | Brons    |
| Para mannen skiff PR1 M1x          | Oekraïne Roman Polianskyi                                                                            | 9.38,87  | Italië Giacomo Perini                                                                      | 9.43,51  | Verenigd Koninkrijk Benjamin Pritchard                                                          | 9.48,87  |
| Para vrouwen skiff PR1 W1x         | Noorwegen Birgit Skarstein                                                                           | 10.52,40 | Duitsland Manuela Diening                                                                  | 10.55,67 | Frankrijk Nathalie Benoit                                                                       | 11.05,27 |
| Para gemengd dubbel twee PR2 Mix2x | Verenigd Koninkrijk Gregg Stevenson Lauren Rowles                                                    | 9.15,19  | Duitsland Jasmina Bier Paul Umbach                                                         | 9.28,60  | Oekraïne Anna Aisanova Iaroslav Koiuda                                                          | 9.28,98  |
| Para gemengd dubbel twee PR3 Mix2x | Verenigd Koninkrijk Samuel Murray Annabel Caddick                                                    | 7.55,26  | Duitsland Hermine Krumbein Jan Helmich                                                     | 7.56,99  | Oekraïne Dariia Kotyk Stanislav Samoliuk                                                        | 8.01,50  |
| Para gemengd dubbel vier PR3 Mix4+ | Verenigd Koninkrijk Francesca Allen Joshua O'Brien Giedrė Rakauskaitė Edward Fuller Erin Kennedy (s) | 7.35,67  | Frankrijk Candyce Chafa Remy Taranto Gregoire Bireau Margot Boulet Émilie Acquistapace (s) | 7.48,53  | Italië Carolina Foresti Tommaso Schettino Marco Frank Greta Elizabeth Muti Enrico D'Aniello (s) | 8.05,24  |

## Medailleklassement
| Plaats | Land                | Goud | Zilver | Brons | Totaal |
| 1      | Verenigd Koninkrijk | 8    | 1      | 1     | 10     |
| 2      | Roemenië            | 4    | 2      | 2     | 8      |
| 3      | Italië              | 2    | 3      | 3     | 8      |
| 4      | Noorwegen           | 2    | 0      | 1     | 3      |
| 5      | Duitsland           | 1    | 5      | 2     | 8      |
| 6      | Oekraïne            | 1    | 1      | 2     | 4      |
| 7      | Zwitserland         | 1    | 1      | 1     | 3      |
| 8      | Oostenrijk          | 1    | 0      | 0     | 1      |
| 8      | INA                 | 1    | 0      | 0     | 1      |
| 8      | Servië              | 1    | 0      | 0     | 1      |
| 11     | Griekenland         | 0    | 3      | 0     | 3      |
| 12     | Frankrijk           | 0    | 1      | 3     | 4      |
| 13     | Litouwen            | 0    | 1      | 1     | 2      |
| 14     | België              | 0    | 1      | 0     | 1      |
| 14     | Hongarije           | 0    | 1      | 0     | 1      |
| 14     | Ierland             | 0    | 1      | 0     | 1      |
| 14     | Spanje              | 0    | 1      | 0     | 1      |
| 18     | Tsjechië            | 0    | 0      | 2     | 2      |
| 19     | Kroatië             | 0    | 0      | 1     | 1      |
| 19     | Nederland           | 0    | 0      | 1     | 1      |
| 19     | Polen               | 0    | 0      | 1     | 1      |
| Totaal | Totaal              | 22   | 22     | 21    | 65     |